# Fridtjof-Nansen-Schule Flensburg
Die Fridtjof-Nansen-Schule Flensburg ist eine Gemeinschaftsschule mit gymnasialer Oberstufe in Flensburg. Seit 2009 ist sie nach dem Polarforscher Fridtjof Wedel-Jarlsberg Nansen benannt.

## Geschichte
Die Fridtjof-Nansen-Schule übernahm die Schulgebäude der ehemaligen Realschule Flensburg Ost, die ursprünglich fürs Fördegymnasium Flensburg errichtet wurden. Sie wurde als integrierte Gesamtschule (IGS) unter der Leitung von Jochen Arlt gegründet, der 2011 in Ruhestand ging. Nachfolger wurde Dirk Loßack, der seit dem 12. Juni 2012 Staatssekretär für Britta Ernst (Ministerin für Schule und Berufsbildung des Landes Schleswig-Holstein) ist. Ihm folgte im August 2013 Christian Matthaei, der die Schule nach einem Jahr wieder verließ. 2014 hat Fabian Halbe das Amt übernommen. 

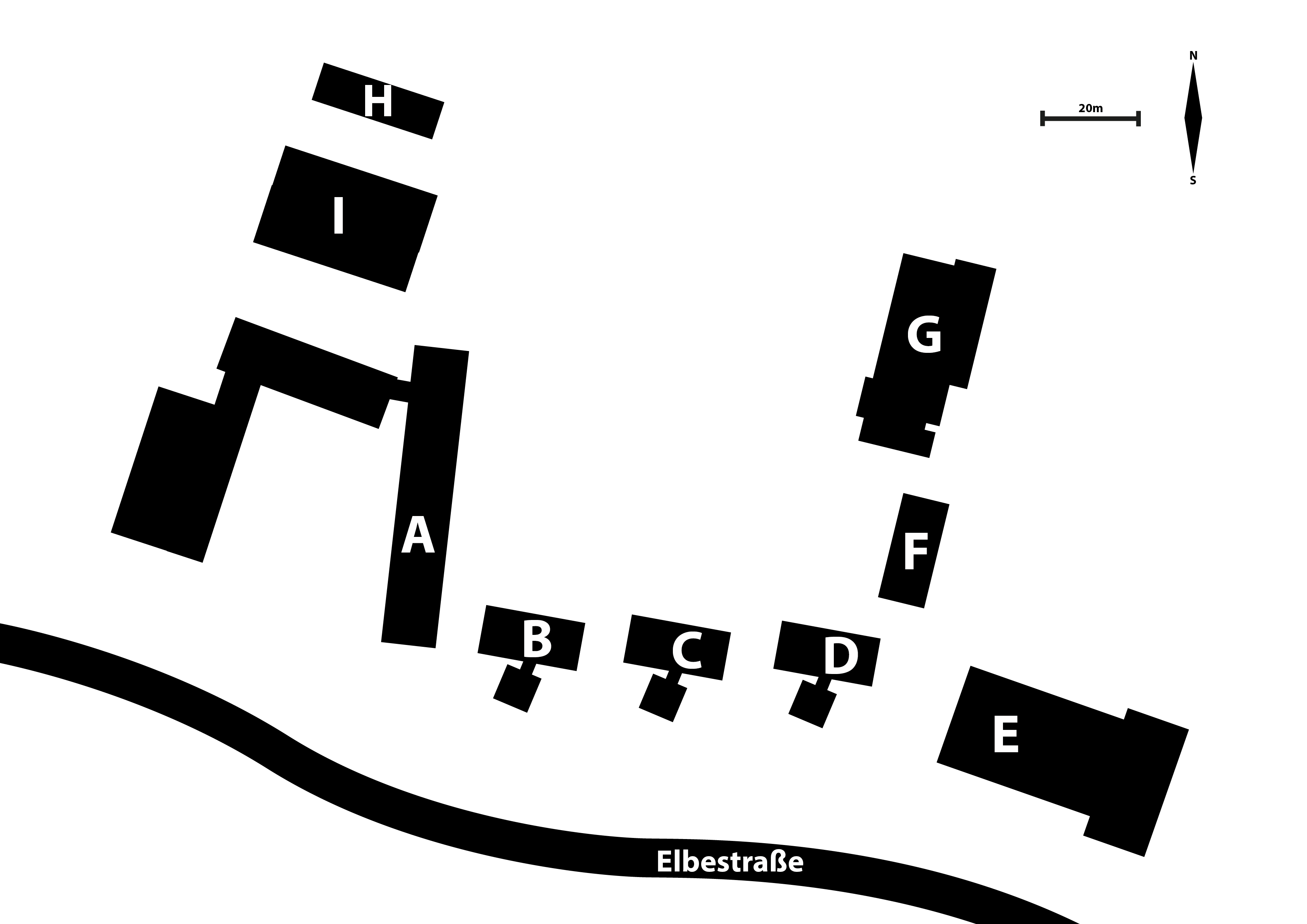
Lageplan

Nach der Schulreform im Jahr 2009 durch die schleswig-holsteinische Landesregierung wurde die Umwandlung der Integrierten Gesamtschule Flensburg (IGS Flensburg) in eine Gemeinschaftsschule erforderlich. Neben zahlreichen personellen Veränderungen erfolgte auch eine Namensänderung. Die Schulkonferenz beschloss zum Jahreswechsel 2009/2010 die Umbenennung in Fridtjof Nansen-Schule (FNS Flensburg).

## Pädagogisches Konzept

### Wahlpflichtfächer
In Klassenstufe 7 wählen alle Schülerinnen und Schüler ein  vierstündiges „Wahlpflichtfach I“, das bis zum Abschluss in 9 oder 10 beibehalten wird. Zur Wahl stehen dabei die zwei Fremdsprachen Dänisch und Französisch, das Fach „Technik“ und „Gestalten“. In der Klassenstufe 9 und 10 wählen die Schülerinnen und Schüler für die Dauer eines Schuljahres ein zweistündiges „Wahlpflichtfach II“. Hier kann zwischen verschiedensten Themengebieten, wie Medien, Informatik, Hauswirtschaft, Naturwissenschaft, Sport, Technik und Geschichte gewählt werden.

### Vorhabenwochen
Dreimal im Schuljahr wird der Fachunterricht für jeweils eine Woche ausgesetzt, um in thematisch gebundenen Vorhaben (Projekten) nach zu arbeiten. Die Stufenkoordinatoren formulieren dazu für jeden Jahrgang sein eigenes Leitthema. Mit zunehmendem Alter werden die Jugendlichen an der Festlegung des Themas für den Jahrgang beteiligt. Die Formulierung der eigenen Forschungsfrage, die Bildung der Arbeitsgruppe, die Aufstellung eines Arbeits- und Zeitplanes für die erforderlichen Recherchen und die verpflichtende Präsentation der Arbeitsergebnisse sind dabei die immer wieder zu trainierenden Elemente.

### Theater und Darstellendes Spiel
Theater und Darstellendes Spiel, ein Markenzeichen der Fridtjof Nansen-Schule, wird vom 7. Schuljahr bis zur Gymnasialen Oberstufe geplant und durchgeführt. Mehrere Bühnenwerke des Theaterkurses wurden von der Pogge van Ranken Stiftung auf den Schultheaterwettbewerben in der Theaterschule Flensburg ausgezeichnet.

## Auszeichnungen
- mehrmalige Nominierung für den Deutschen Schulpreis
- Zukunftspreis SH
- 2014: „Beste Schule Schleswig-Holsteins“ (Gesamtschulen)[5]
- 2018: 1. Platz beim bundesweiten Wettbewerb „Lernen durch Engagement“[6]
- 2020: Nominiert als „Schule des Jahres Schleswig-Holstein“ für die Demokratiebildung in Schule und Unterricht